# Superliga (piłka nożna)

Zaproponowane logo rozgrywek

Superliga (ang. The Super League, nazwa prawna: European Super League Company, S.L.), zwana również Europejską Super Ligą – projekt corocznych rozgrywek piłkarskich, których uczestnikami ma być grupa czołowych europejskich klubów piłkarskich. Rozgrywki miałyby być konkurencją lub w przyszłości zastąpić Ligę Mistrzów UEFA. Rozgrywki zostały utworzone 18 kwietnia 2021 roku. Z powodu dużego niezadowolenia społecznego z zaproponowanego formatu rozgrywek oraz wycofaniu się 10 z 12 klubów założycielskich (poza klubami FC Barcelona oraz Real Madryt) projekt został wstrzymany.
Po długich spekulacjach na temat utworzenia Europejskiej Super Ligi, rozgrywki zostały ustanowione przez dwanaście klubów w kwietniu 2021 roku, a trzy kolejne miały do tego grona dołączyć. Piętnaście klubów założycielskich, zgodnie z założeniami, miałoby być stałymi uczestnikami rozgrywek, którymi jednocześnie by zarządzały. Dodatkowe pięć drużyn mogłoby zakwalifikować się corocznie do rozgrywek na podstawie wyników w poprzednim sezonie.
Pierwszym przewodniczącym organizacji został Florentino Pérez.

## Historia
Propozycje utworzenia Europejskiej Super Ligi sięgają co najmniej 1998 roku, kiedy to włoska korporacja Media Partners zbadała ten pomysł. Plany stworzenia rozgrywek jednak nie powiodły się po tym, jak UEFA zapowiedziała rozszerzenie rozgrywek Ligi Mistrzów. Z biegiem lat, w ciągu kolejnych dwóch dekad padały różne propozycje nowych rozgrywek europejskich, nie zostały one jednak zrealizowane.

## Utworzenie ligi[2]
Utworzenie ligi zostało ogłoszone 18 kwietnia 2021 roku w komunikacie prasowym opublikowanym przez kluby założycielskie. Pojawiło się ono w przeddzień posiedzenia Komitetu Wykonawczego UEFA, które miało się zebrać w celu zatwierdzenia zmiany formatu tj. m.in. rozszerzenia Ligi Mistrzów UEFA od sezonu 2024/25 – zwiększenia liczby meczów i przychodów z rozgrywek, w wyniku nacisków ze strony elitarnych europejskich klubów. W komunikacie prasowym stwierdzono, że Super Liga zamierza „zapewnić mecze wyższej jakości i dodatkowe środki finansowe dla całej piramidy piłkarskiej”, a jednocześnie „znacznie zwiększyć wpływy finansowe dla europejskiej piłki nożnej poprzez wsparcie jej w formie długoterminowego zobowiązania do nieograniczonych płatności solidarnościowych, które będą rosły wraz z dochodami ligi”. Z powodu dużego niezadowolenia społecznego z zaproponowanego formatu rozgrywek oraz wycofaniu się 9 z 12 klubów założycielskich (poza klubami FC Barcelona, Real Madryt i Juventus FC) projekt został wstrzymany.

### Projekt odrodzenia
W październiku 2022 roku A22 Sports Management, firma utworzona w celu „sponsorowania i pomocy” w tworzeniu Europejskiej Superligi, ogłosiła, że wznowi rozgrywki. Firma mianowała Bernda Reicharta na stanowisko dyrektora generalnego A22, poprzednio dyrektor generalny niemieckiego nadawcy RTL. Reichart stwierdził, że model finansowy europejskiej piłki nożnej jest niezrównoważony i że dostęp do nowego formatu byłby otwarty, gdyby stałe członkostwo nie wchodziło w grę. Spotkanie UEFA z A22 Sports Management odbyło się 8 listopada 2022 roku, a uczestniczyli w nim przedstawiciele wszystkich sektorów, aby wyrazić swój całkowity sprzeciw wobec Superligi. W spotkaniu wzięło udział około 30 osób, w tym prezydent UEFA Aleksander Čeferin, szef Paris Saint-Germain i Europejskiego Stowarzyszenia Klubów (ECA) Nasser Al-Khelaifi, prezydent La Liga Javier Tebas oraz ponad 20 wyższych urzędników z ECA, lig kontynentalnych, grup kibiców i stowarzyszeń piłkarskich. Wszyscy oświadczyli, że pozostają zdecydowanie przeciwni planowi Superligi. Manifest proponowanego wskrzeszenia został opublikowany 9 lutego 2023 roku, w którym stwierdzono, że liga będzie wielooddziałową rywalizacją z awansami i spadkami, a miejsca będą przyznawane „na podstawie zasług”. Manifest spotkał się z krytyką ze strony Europejskiego Stowarzyszenia Klubów, prezesa Liga Nacional de Fútbol Profesional Javiera Tebasa i innych osób, a dyrektor naczelny Stowarzyszenia Kibiców Piłki Nożnej stwierdził, że „chodzące zwłoki, którymi jest Europejska Superliga, znów drgają”. W grudniu 2023 roku ostateczna decyzja Europejskiego Trybunału Sprawiedliwości stwierdziła, że przepisy FIFA i UEFA zabraniające klubom przystępowania do konkurencyjnych rozgrywek, takich jak Superliga, są niezgodne z prawem. W marcu EUIPO Odmówiło rejestracji znaku towarowego "THE SUPER LEAGUE" ze względu że narusza on wartości Duńskiej Ligi.

## Proponowany format rozgrywek[7]
W zawodach miałoby brać udział dwadzieścia drużyn, w tym piętnaście klubów założycielskich. O pozostałych pięciu miejscach decydowałby mechanizm kwalifikacyjny oparty na wynikach drużyn z poprzedniego sezonu. W rozgrywkach zespoły byłyby podzielone na dwie grupy po dziesięć drużyn, które mają rozgrywać mecze domowe i wyjazdowe (mecze odbywać się będą w środku tygodnia, aby umożliwić klubom nadal uczestniczenie w krajowych ligach). Trzy najlepsze drużyny z każdej grupy zakwalifikowałyby się do ćwierćfinału, natomiast drużyny z czwartej i piątej pozycji z każdej grupy rywalizowałyby w dwumeczu play-off, aby wyłonić dwóch ostatnich ćwierćfinalistów. Faza pucharowa zawodów miałaby trwać cztery tygodnie. Ćwierćfinały i półfinały zostałyby rozgrywane jako mecz i rewanż, podczas gdy finał w maju miałby być rozegrany jako jeden mecz w neutralnym miejscu.

## Pierwotne kluby założycielskie ligi[2]
Dwanaście klubów zostało ogłoszonych jako założyciele rozgrywek, a planowano także, że maksymalnie trzy kolejne dołączą jeszcze przed inauguracyjnym sezonem. Grono klubów założycielskich objęło „wielką szóstkę” Anglii, a także trzy hiszpańskie i trzy włoskie drużyny. Zgodnie z założeniami, piętnaście klubów założycielskich miało być stałymi uczestnikami konkursu i jednocześnie miało zarządzać organizacją. Francuskie i niemieckie kluby, w tym Paris Saint-Germain, Bayern Monachium i Borussia Dortmund, odmówiły udziału w rozgrywkach. 20 kwietnia 2021 z Superligi wycofały się wszystkie kluby założycielskie z Anglii oprócz Chelsea, która wycofała się 21 kwietnia, tego samego dnia wycofały się Atlético Madryt, Inter Mediolan oraz A.C. Milan.
Kluby założycielskie Super Ligi:
- Arsenal (wycofanie się 20 kwietnia 2021)[8]
- Chelsea (wycofanie się 21 kwietnia 2021)[9]
- Liverpool (wycofanie się 20 kwietnia 2021)[10]
- Manchester City (wycofanie się 20 kwietnia 2021)[11]
- Manchester United (wycofanie się 20 kwietnia 2021)[12]
- Tottenham Hotspur (wycofanie się 20 kwietnia 2021)[13]
- Inter Mediolan (wycofanie się 21 kwietnia 2021)[14]
- A.C. Milan (wycofanie się 21 kwietnia 2021)[15]
- Juventus FC (wycofanie się 1 czerwca 2024)[16]
- Atlético Madryt (wycofanie się 21 kwietnia 2021)[17]
- FC Barcelona
- Real Madryt

## Pula nagród z rozgrywek[2]
Przychodami z rozgrywek miałyby być nieograniczone wsparcia finansowe „solidarnościowe” dla klubów uczestniczących, które mogą wzrosnąć zgodnie z przychodami ligi. Organizacja stwierdziła, że nagrody „solidarnościowe” będą wyższe niż w istniejących europejskich rozgrywkach, które miały wynieść „ponad 10 miliardów euro w trakcie początkowego okresu zobowiązań klubów” oraz że kluby założycielskie otrzymają 3,5 miliarda euro na wsparcie planów inwestycji infrastrukturalnych i zrównoważenie wpływu pandemii COVID-19. Gigant bankowości inwestycyjnej JPMorgan Chase miał być głównym partnerem finansowym planowanej Super Ligi – zadeklarował 5 miliardów dolarów wsparcia na rzecz rozgrywek.

## Zarząd organizacji[2]
| Funkcja            | Imię i nazwisko  | Inne pełnione funkcje         |
| ------------------ | ---------------- | ----------------------------- |
| przewodniczący     | Florentino Pérez | prezydent Realu Madryt        |
| wiceprzewodniczący | Andrea Agnelli   | prezes Juventusu              |
| wiceprzewodniczący | Joel Glazer      | wiceprezes Manchesteru United |
| wiceprzewodniczący | John W. Henry    | właściciel Liverpoolu         |
| wiceprzewodniczący | Stan Kroenke     | udziałowiec Arsenalu          |